# Hopman Cup 2002
La Hopman Cup 2002 è stata la 14ª edizione della Hopman Cup, torneo di tennis riservato a squadre miste. 
Vi hanno partecipato 8 squadre di tutti i continenti e si è disputata al Burswood Entertainment Complex di Perth in Australia,
dal 29 dicembre 2001 al 5 gennaio 2002. La vittoria è andata alla coppia spagnola formata da Arantxa Sánchez Vicario e Tommy Robredo,
che hanno battuto la coppia statunitense formata da Monica Seles e Jan-Michael Gambill.

## Play-off

### Italia vs. Grecia
| Italia 2 | Burswood Entertainment Complex, Perth 29 dicembre 2001 - 5 gennaio 2002 Cemento indoor | Burswood Entertainment Complex, Perth 29 dicembre 2001 - 5 gennaio 2002 Cemento indoor | Grecia 1 |     |     |  |
| \| \| \| \| 1 \| 2 \| 3 \| \| \| - \| \| ----------------------------------------------------------------------------- \| --- \| --- \| --- \| \| \| 1 \| \| Francesca Schiavone Eléni Daniilídou \| 6 1 \| 6 2 \| \| \| \| 2 \| \| Davide Sanguinetti Vasilīs Mazarakīs \| 6 2 \| 7 6 \| \| \| \| 3 \| \| Francesca Schiavone / Davide Sanguinetti Eléni Daniilídou / Vasilīs Mazarakīs \| 6 4 \| 3 6 \| 6 7 \| \| |                                                                                        |                                                                                        |          |     |     |  |
| |                                                                                        |                                                                                        | 1        | 2   | 3   |  |
| 1 | Italia (bandiera) · Grecia (bandiera)                                                  | Francesca Schiavone Eléni Daniilídou                                                   | 6 1      | 6 2 |     |  |
| 2 | Italia (bandiera) · Grecia (bandiera)                                                  | Davide Sanguinetti Vasilīs Mazarakīs                                                   | 6 2      | 7 6 |     |  |
| 3 | Italia (bandiera) · Grecia (bandiera)                                                  | Francesca Schiavone / Davide Sanguinetti Eléni Daniilídou / Vasilīs Mazarakīs          | 6 4      | 3 6 | 6 7 |  |

## Gruppo A

### Classifica
| Posizione | Nazione   | V | S | Incontri | Set     |
| --------- | --------- | - | - | -------- | ------- |
| 1.        | Spagna    | 3 | 0 | 9 – 0    | 18 – 2  |
| 2.        | Australia | 2 | 1 | 5 – 4    | 11 – 10 |
| 3.        | Svizzera  | 1 | 2 | 2 – 7    | 6 – 15  |
| 4.        | Argentina | 0 | 3 | 2 – 7    | 8 – 16  |

### Australia vs. Argentina
| Australia 2 | Burswood Entertainment Complex, Perth 29 dicembre 2001 - 5 gennaio 2002 Cemento indoor | Burswood Entertainment Complex, Perth 29 dicembre 2001 - 5 gennaio 2002 Cemento indoor | Argentina 1 |     |     |  |
| \| \| \| \| 1 \| 2 \| 3 \| \| \| - \| \| ------------------------------------------------------------- \| --- \| --- \| --- \| \| \| 1 \| \| Alicia Molik Paola Suárez \| 6 7 \| 6 3 \| 4 6 \| \| \| 2 \| \| Lleyton Hewitt Mariano Zabaleta \| 6 3 \| 6 4 \| \| \| \| 3 \| \| Alicia Molik / Lleyton Hewitt Paola Suárez / Mariano Zabaleta \| 5 7 \| 6 3 \| 7 6 \| \| |                                                                                        |                                                                                        |             |     |     |  |
| |                                                                                        |                                                                                        | 1           | 2   | 3   |  |
| 1 | Australia (bandiera) · Argentina (bandiera)                                            | Alicia Molik Paola Suárez                                                              | 6 7         | 6 3 | 4 6 |  |
| 2 | Australia (bandiera) · Argentina (bandiera)                                            | Lleyton Hewitt Mariano Zabaleta                                                        | 6 3         | 6 4 |     |  |
| 3 | Australia (bandiera) · Argentina (bandiera)                                            | Alicia Molik / Lleyton Hewitt Paola Suárez / Mariano Zabaleta                          | 5 7         | 6 3 | 7 6 |  |

### Australia vs. Svizzera
| Australia 3 | Burswood Entertainment Complex, Perth 29 dicembre 2001 - 5 gennaio 2002 Cemento indoor | Burswood Entertainment Complex, Perth 29 dicembre 2001 - 5 gennaio 2002 Cemento indoor | Svizzera 0 |     |     |  |
| \| \| \| \| 1 \| 2 \| 3 \| \| \| - \| \| ---------------------------------------------------------------- \| --- \| --- \| --- \| \| \| 1 \| \| Alicia Molik Miroslava Vavrinec \| 6 3 \| 6 4 \| \| \| \| 2 \| \| Lleyton Hewitt Roger Federer \| 6 3 \| 0 6 \| 6 4 \| \| \| 3 \| \| Alicia Molik / Lleyton Hewitt Miroslava Vavrinec / Roger Federer \| 6 3 \| 6 1 \| \| \| |                                                                                        |                                                                                        |            |     |     |  |
| |                                                                                        |                                                                                        | 1          | 2   | 3   |  |
| 1 | Australia (bandiera) · Svizzera (bandiera)                                             | Alicia Molik Miroslava Vavrinec                                                        | 6 3        | 6 4 |     |  |
| 2 | Australia (bandiera) · Svizzera (bandiera)                                             | Lleyton Hewitt Roger Federer                                                           | 6 3        | 0 6 | 6 4 |  |
| 3 | Australia (bandiera) · Svizzera (bandiera)                                             | Alicia Molik / Lleyton Hewitt Miroslava Vavrinec / Roger Federer                       | 6 3        | 6 1 |     |  |

### Spagna vs. Argentina
| Spagna 3 | Burswood Entertainment Complex, Perth 29 dicembre 2001 - 5 gennaio 2002 Cemento indoor | Burswood Entertainment Complex, Perth 29 dicembre 2001 - 5 gennaio 2002 Cemento indoor | Argentina 0 |     |     |  |
| \| \| \| \| 1 \| 2 \| 3 \| \| \| - \| \| ----------------------------------------------------------------------- \| --- \| --- \| --- \| \| \| 1 \| \| Arantxa Sánchez Vicario Paola Suárez \| 6 2 \| 6 3 \| \| \| \| 2 \| \| Tommy Robredo Mariano Zabaleta \| 4 6 \| 6 2 \| 6 3 \| \| \| 3 \| \| Arantxa Sánchez Vicario / Tommy Robredo Paola Suárez / Mariano Zabaleta \| 4 6 \| 7 5 \| 7 6 \| \| |                                                                                        |                                                                                        |             |     |     |  |
| |                                                                                        |                                                                                        | 1           | 2   | 3   |  |
| 1 | Spagna (bandiera) · Argentina (bandiera)                                               | Arantxa Sánchez Vicario Paola Suárez                                                   | 6 2         | 6 3 |     |  |
| 2 | Spagna (bandiera) · Argentina (bandiera)                                               | Tommy Robredo Mariano Zabaleta                                                         | 4 6         | 6 2 | 6 3 |  |
| 3 | Spagna (bandiera) · Argentina (bandiera)                                               | Arantxa Sánchez Vicario / Tommy Robredo Paola Suárez / Mariano Zabaleta                | 4 6         | 7 5 | 7 6 |  |

### Spagna vs. Australia
| Spagna 3 | Burswood Entertainment Complex, Perth 29 dicembre 2001 - 5 gennaio 2002 Cemento indoor | Burswood Entertainment Complex, Perth 29 dicembre 2001 - 5 gennaio 2002 Cemento indoor | Australia 0 |   |   |     |
| \| \| \| \| 1 \| 2 \| 3 \| \| \| - \| \| --------------------------------------------------------------------- \| - \| - \| - \| --- \| \| 1 \| \| Arantxa Sánchez Vicario Alicia Molik \| \| \| \| w/o \| \| 2 \| \| Tommy Robredo Lleyton Hewitt \| \| \| \| w/o \| \| 3 \| \| Arantxa Sánchez Vicario / Tommy Robredo Alicia Molik / Lleyton Hewitt \| \| \| \| w/o \| |                                                                                        |                                                                                        |             |   |   |     |
| |                                                                                        |                                                                                        | 1           | 2 | 3 |     |
| 1 | Spagna (bandiera) · Australia (bandiera)                                               | Arantxa Sánchez Vicario Alicia Molik                                                   |             |   |   | w/o |
| 2 | Spagna (bandiera) · Australia (bandiera)                                               | Tommy Robredo Lleyton Hewitt                                                           |             |   |   | w/o |
| 3 | Spagna (bandiera) · Australia (bandiera)                                               | Arantxa Sánchez Vicario / Tommy Robredo Alicia Molik / Lleyton Hewitt                  |             |   |   | w/o |

### Spagna vs. Svizzera
| Spagna 3 | Burswood Entertainment Complex, Perth 29 dicembre 2001 - 5 gennaio 2002 Cemento indoor | Burswood Entertainment Complex, Perth 29 dicembre 2001 - 5 gennaio 2002 Cemento indoor | Svizzera 0 |     |   |  |
| \| \| \| \| 1 \| 2 \| 3 \| \| \| - \| \| -------------------------------------------------------------------------- \| --- \| --- \| - \| \| \| 1 \| \| Arantxa Sánchez Vicario Miroslava Vavrinec \| 6 2 \| 6 0 \| \| \| \| 2 \| \| Tommy Robredo Roger Federer \| 7 6 \| 6 2 \| \| \| \| 3 \| \| Arantxa Sánchez Vicario / Tommy Robredo Miroslava Vavrinec / Roger Federer \| 6 2 \| 6 3 \| \| \| |                                                                                        |                                                                                        |            |     |   |  |
| |                                                                                        |                                                                                        | 1          | 2   | 3 |  |
| 1 | Spagna (bandiera) · Svizzera (bandiera)                                                | Arantxa Sánchez Vicario Miroslava Vavrinec                                             | 6 2        | 6 0 |   |  |
| 2 | Spagna (bandiera) · Svizzera (bandiera)                                                | Tommy Robredo Roger Federer                                                            | 7 6        | 6 2 |   |  |
| 3 | Spagna (bandiera) · Svizzera (bandiera)                                                | Arantxa Sánchez Vicario / Tommy Robredo Miroslava Vavrinec / Roger Federer             | 6 2        | 6 3 |   |  |

### Svizzera vs. Argentina
| Svizzera 2 | Burswood Entertainment Complex, Perth 29 dicembre 2001 - 5 gennaio 2002 Cemento indoor | Burswood Entertainment Complex, Perth 29 dicembre 2001 - 5 gennaio 2002 Cemento indoor | Argentina 1 |     |     |  |
| \| \| \| \| 1 \| 2 \| 3 \| \| \| - \| \| ------------------------------------------------------------------ \| --- \| --- \| --- \| \| \| 1 \| \| Miroslava Vavrinec Paola Suárez \| 2 6 \| 6 3 \| 2 6 \| \| \| 2 \| \| Roger Federer Mariano Zabaleta \| 6 2 \| 6 3 \| \| \| \| 3 \| \| Miroslava Vavrinec / Roger Federer Paola Suárez / Mariano Zabaleta \| 6 3 \| 6 7 \| 7 6 \| \| |                                                                                        |                                                                                        |             |     |     |  |
| |                                                                                        |                                                                                        | 1           | 2   | 3   |  |
| 1 | Svizzera (bandiera) · Argentina (bandiera)                                             | Miroslava Vavrinec Paola Suárez                                                        | 2 6         | 6 3 | 2 6 |  |
| 2 | Svizzera (bandiera) · Argentina (bandiera)                                             | Roger Federer Mariano Zabaleta                                                         | 6 2         | 6 3 |     |  |
| 3 | Svizzera (bandiera) · Argentina (bandiera)                                             | Miroslava Vavrinec / Roger Federer Paola Suárez / Mariano Zabaleta                     | 6 3         | 6 7 | 7 6 |  |

## Gruppo B

### Classifica
| Posizione | Nazione     | V | S | Incontri | Set    |
| --------- | ----------- | - | - | -------- | ------ |
| 1.        | Stati Uniti | 2 | 1 | 6 – 3    | 13 – 7 |
| 2.        | Italia      | 2 | 1 | 5 – 4    | 10 – 9 |
| 3.        | Belgio      | 2 | 1 | 5 – 4    | 13 – 8 |
| 4.        | Francia     | 0 | 3 | 2 – 7    | 4 – 16 |

- Grecia non si è qualificata.  l'Italia l'ha battuta nel turno di qualificazione.

### Belgio vs. Francia
| Belgio 2 | Burswood Entertainment Complex, Perth 29 dicembre 2001 - 5 gennaio 2002 Cemento indoor | Burswood Entertainment Complex, Perth 29 dicembre 2001 - 5 gennaio 2002 Cemento indoor | Francia 1 |     |     |  |
| \| \| \| \| 1 \| 2 \| 3 \| \| \| - \| \| ---------------------------------------------------------------- \| --- \| --- \| --- \| \| \| 1 \| \| Kim Clijsters Virginie Razzano \| 6 3 \| 6 2 \| \| \| \| 2 \| \| Xavier Malisse Arnaud Clément \| 3 6 \| 6 3 \| 6 3 \| \| \| 3 \| \| Kim Clijsters / Xavier Malisse Virginie Razzano / Arnaud Clément \| 1 6 \| 6 3 \| 7 6 \| \| |                                                                                        |                                                                                        |           |     |     |  |
| |                                                                                        |                                                                                        | 1         | 2   | 3   |  |
| 1 | Belgio (bandiera) · Francia (bandiera)                                                 | Kim Clijsters Virginie Razzano                                                         | 6 3       | 6 2 |     |  |
| 2 | Belgio (bandiera) · Francia (bandiera)                                                 | Xavier Malisse Arnaud Clément                                                          | 3 6       | 6 3 | 6 3 |  |
| 3 | Belgio (bandiera) · Francia (bandiera)                                                 | Kim Clijsters / Xavier Malisse Virginie Razzano / Arnaud Clément                       | 1 6       | 6 3 | 7 6 |  |

### Belgio vs. Italia
| Belgio 2 | Burswood Entertainment Complex, Perth 29 dicembre 2001 - 5 gennaio 2002 Cemento indoor | Burswood Entertainment Complex, Perth 29 dicembre 2001 - 5 gennaio 2002 Cemento indoor | Italia 1 |     |   |  |
| \| \| \| \| 1 \| 2 \| 3 \| \| \| - \| \| ----------------------------------------------------------------------- \| --- \| --- \| - \| \| \| 1 \| \| Kim Clijsters Francesca Schiavone \| 4 6 \| 4 6 \| \| \| \| 2 \| \| Xavier Malisse Davide Sanguinetti \| 6 4 \| 7 5 \| \| \| \| 3 \| \| Kim Clijsters / Xavier Malisse Francesca Schiavone / Davide Sanguinetti \| 6 3 \| 6 4 \| \| \| |                                                                                        |                                                                                        |          |     |   |  |
| |                                                                                        |                                                                                        | 1        | 2   | 3 |  |
| 1 | Belgio (bandiera) · Italia (bandiera)                                                  | Kim Clijsters Francesca Schiavone                                                      | 4 6      | 4 6 |   |  |
| 2 | Belgio (bandiera) · Italia (bandiera)                                                  | Xavier Malisse Davide Sanguinetti                                                      | 6 4      | 7 5 |   |  |
| 3 | Belgio (bandiera) · Italia (bandiera)                                                  | Kim Clijsters / Xavier Malisse Francesca Schiavone / Davide Sanguinetti                | 6 3      | 6 4 |   |  |

### Italia vs. Francia
| Italia 2 | Burswood Entertainment Complex, Perth 29 dicembre 2001 - 5 gennaio 2002 Cemento indoor | Burswood Entertainment Complex, Perth 29 dicembre 2001 - 5 gennaio 2002 Cemento indoor | Francia 1 |     |   |        |
| \| \| \| \| 1 \| 2 \| 3 \| \| \| - \| \| -------------------------------------------------------------------------- \| --- \| --- \| - \| ------ \| \| 1 \| \| Francesca Schiavone Virginie Razzano \| 1 \| \| \| ritiro \| \| 2 \| \| Davide Sanguinetti Arnaud Clément \| 3 6 \| 5 7 \| \| \| \| 3 \| \| Francesca Schiavone / Davide Sanguinetti Virginie Razzano / Arnaud Clément \| \| \| \| w/o \| |                                                                                        |                                                                                        |           |     |   |        |
| |                                                                                        |                                                                                        | 1         | 2   | 3 |        |
| 1 | Italia (bandiera) · Francia (bandiera)                                                 | Francesca Schiavone Virginie Razzano                                                   | 1         |     |   | ritiro |
| 2 | Italia (bandiera) · Francia (bandiera)                                                 | Davide Sanguinetti Arnaud Clément                                                      | 3 6       | 5 7 |   |        |
| 3 | Italia (bandiera) · Francia (bandiera)                                                 | Francesca Schiavone / Davide Sanguinetti Virginie Razzano / Arnaud Clément             |           |     |   | w/o    |

### Italia vs. Stati Uniti
| Italia 2 | Burswood Entertainment Complex, Perth 29 dicembre 2001 - 5 gennaio 2002 Cemento indoor | Burswood Entertainment Complex, Perth 29 dicembre 2001 - 5 gennaio 2002 Cemento indoor | Stati Uniti 1 |     |     |  |
| \| \| \| \| 1 \| 2 \| 3 \| \| \| - \| \| --------------------------------------------------------------------------- \| --- \| --- \| --- \| \| \| 1 \| \| Francesca Schiavone Monica Seles \| 6 4 \| 2 6 \| 6 4 \| \| \| 2 \| \| Davide Sanguinetti Jan-Michael Gambill \| 7 6 \| 6 3 \| \| \| \| 3 \| \| Francesca Schiavone / Davide Sanguinetti Monica Seles / Jan-Michael Gambill \| 3 6 \| 1 6 \| \| \| |                                                                                        |                                                                                        |               |     |     |  |
| |                                                                                        |                                                                                        | 1             | 2   | 3   |  |
| 1 | Italia (bandiera) · Stati Uniti (bandiera)                                             | Francesca Schiavone Monica Seles                                                       | 6 4           | 2 6 | 6 4 |  |
| 2 | Italia (bandiera) · Stati Uniti (bandiera)                                             | Davide Sanguinetti Jan-Michael Gambill                                                 | 7 6           | 6 3 |     |  |
| 3 | Italia (bandiera) · Stati Uniti (bandiera)                                             | Francesca Schiavone / Davide Sanguinetti Monica Seles / Jan-Michael Gambill            | 3 6           | 1 6 |     |  |

### Stati Uniti vs. Belgio
| Stati Uniti 2 | Burswood Entertainment Complex, Perth 29 dicembre 2001 - 5 gennaio 2002 Cemento indoor | Burswood Entertainment Complex, Perth 29 dicembre 2001 - 5 gennaio 2002 Cemento indoor | Belgio 1 |     |     |  |
| \| \| \| \| 1 \| 2 \| 3 \| \| \| - \| \| ----------------------------------------------------------------- \| --- \| --- \| --- \| \| \| 1 \| \| Monica Seles Kim Clijsters \| 4 6 \| 6 4 \| 6 2 \| \| \| 2 \| \| Jan-Michael Gambill Xavier Malisse \| 7 6 \| 7 6 \| \| \| \| 3 \| \| Monica Seles / Jan-Michael Gambill Kim Clijsters / Xavier Malisse \| 6 7 \| 2 6 \| \| \| |                                                                                        |                                                                                        |          |     |     |  |
| |                                                                                        |                                                                                        | 1        | 2   | 3   |  |
| 1 | Stati Uniti (bandiera) · Belgio (bandiera)                                             | Monica Seles Kim Clijsters                                                             | 4 6      | 6 4 | 6 2 |  |
| 2 | Stati Uniti (bandiera) · Belgio (bandiera)                                             | Jan-Michael Gambill Xavier Malisse                                                     | 7 6      | 7 6 |     |  |
| 3 | Stati Uniti (bandiera) · Belgio (bandiera)                                             | Monica Seles / Jan-Michael Gambill Kim Clijsters / Xavier Malisse                      | 6 7      | 2 6 |     |  |

### Stati Uniti vs. Francia
| Stati Uniti 3 | Burswood Entertainment Complex, Perth 29 dicembre 2001 - 5 gennaio 2002 Cemento indoor | Burswood Entertainment Complex, Perth 29 dicembre 2001 - 5 gennaio 2002 Cemento indoor | Francia 0 |     |   |  |
| \| \| \| \| 1 \| 2 \| 3 \| \| \| - \| \| -------------------------------------------------------------------- \| --- \| --- \| - \| \| \| 1 \| \| Monica Seles Virginie Razzano \| 6 3 \| 6 4 \| \| \| \| 2 \| \| Jan-Michael Gambill Arnaud Clément \| 6 4 \| 6 4 \| \| \| \| 3 \| \| Monica Seles / Jan-Michael Gambill Virginie Razzano / Arnaud Clément \| 6 1 \| 6 4 \| \| \| |                                                                                        |                                                                                        |           |     |   |  |
| |                                                                                        |                                                                                        | 1         | 2   | 3 |  |
| 1 | Stati Uniti (bandiera) · Francia (bandiera)                                            | Monica Seles Virginie Razzano                                                          | 6 3       | 6 4 |   |  |
| 2 | Stati Uniti (bandiera) · Francia (bandiera)                                            | Jan-Michael Gambill Arnaud Clément                                                     | 6 4       | 6 4 |   |  |
| 3 | Stati Uniti (bandiera) · Francia (bandiera)                                            | Monica Seles / Jan-Michael Gambill Virginie Razzano / Arnaud Clément                   | 6 1       | 6 4 |   |  |

## Finale
| Spagna 2 | Burswood Entertainment Complex, Perth 29 dicembre 2001 - 5 gennaio 2002 Cemento indoor | Burswood Entertainment Complex, Perth 29 dicembre 2001 - 5 gennaio 2002 Cemento indoor | Stati Uniti 1 |     |     |  |
| \| \| \| \| 1 \| 2 \| 3 \| \| \| - \| \| -------------------------------------------------------------------------- \| --- \| --- \| --- \| \| \| 1 \| \| Arantxa Sánchez Vicario Monica Seles \| 1 6 \| 6 7 \| \| \| \| 2 \| \| Tommy Robredo Jan-Michael Gambill \| 6 3 \| 2 6 \| 7 6 \| \| \| 3 \| \| Arantxa Sánchez Vicario / Tommy Robredo Monica Seles / Jan-Michael Gambill \| 6 4 \| 6 2 \| \| \| |                                                                                        |                                                                                        |               |     |     |  |
| |                                                                                        |                                                                                        | 1             | 2   | 3   |  |
| 1 | Spagna (bandiera) · Stati Uniti (bandiera)                                             | Arantxa Sánchez Vicario Monica Seles                                                   | 1 6           | 6 7 |     |  |
| 2 | Spagna (bandiera) · Stati Uniti (bandiera)                                             | Tommy Robredo Jan-Michael Gambill                                                      | 6 3           | 2 6 | 7 6 |  |
| 3 | Spagna (bandiera) · Stati Uniti (bandiera)                                             | Arantxa Sánchez Vicario / Tommy Robredo Monica Seles / Jan-Michael Gambill             | 6 4           | 6 2 |     |  |

## Campioni
| Vincitori della Hopman Cup 2002 |
| ------------------------------- |
| Spagna (2º titolo)              |